# 英國鐵路373型電力動車組

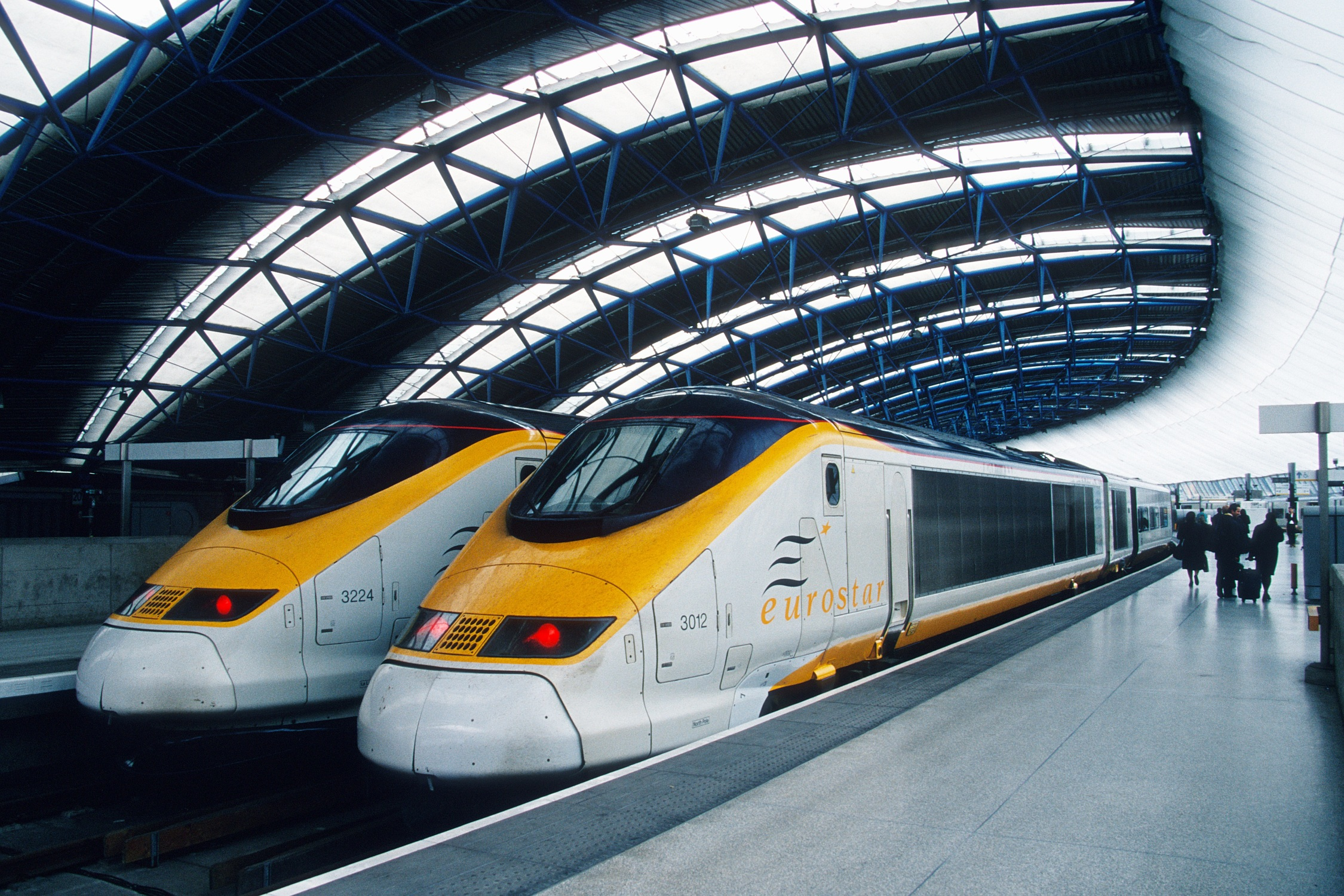
在滑铁卢国际车站的373型3012和3224号车

英國鐵路373型，又稱為“TGV TMST”或“欧洲之星 E300”，是提供「歐洲之星」列車服務的高速列车，來往倫敦聖潘可拉斯車站至法國及比利時之間。這款列車的設計源自法國的TGV高速列車，為使列車適用於英國路段及行走英法海底隧道，其設計作出不少改動，包括把車廂切面形狀改小、防火設計及使用英國設計的異步牽引電動機等。亦為全球少數幾款備有集電靴能從第三軌取電的高鐵列車（但使用集電靴時速度限於160km/h）。
自2015年本型列车的后继型号“欧洲之星 E320”（又称“英國鐵路374型電力動車組”，由西门子制造）推出后，本型列车又拥有了“欧洲之星 E300”这个新名字。

## 簡介
在英國，列車型號「373型」是透過TOPS系統分配的；而在法國，這款列車則稱為TGV 373000系列。列車在進行設計期間，這款列車被稱為「跨海峽超級列車」（TransManche Super Train），建造方面由GEC-Alsthom（現阿爾斯通）負責，分別在法國的La Rochelle、Belfort及英國的Washwood Heath廠房製造。本列車同時備有集電弓和集電靴，方便行走英格蘭南部的第三軌區間和其他使用架空電纜的區域。
列車於1993年開始投入服務，最高營運時速為300公里，而最高試驗速度更達334.7公里，是為「英國鐵路第一速」，至今尚未有其他車款打破。

## 形式及擁有
一共製造了2種車型：
- 31列『三國首都編組』（Three Capitals sets）為2輛機車頭和18輛包含兩個動力轉向架的客車組成，長394公尺，能載運750位旅客，其中頭等艙206位、標準艙544位。
- 7列『倫敦以北編組』（North of London sets）為2輛機車頭和14輛包含兩個動力轉向架的客車組成，長320公尺，能載運558位旅客，其中頭等艙114位、標準艙444位。由於列車較短但仍然有相同的動軸數，無形中提高了动拖比。

每列車都設計成可快速解連為2組各別行駛，用以應付在歐洲隧道裡可能發生的緊急情況。每一組半列車都有各別的編號。
38列列車分別被不同公司買下，法國國鐵購入16列、比利時國鐵購入4列、英國鐵路購入18列，其中包含『倫敦以北編組』的7列。在英國鐵路民營化之際，被倫敦和大陸鐵路收購，成立名為『歐洲之星（英國）有限公司』的子公司，現在股權由國家快車集團（40%）、法國國鐵（35%）、比利时国铁（15%）及英國航空公司（10%）各別持有。
第一列歐洲之星於1992年在貝拉福特製造，稱為預作系列1號（PS1），僅有7輛客車和2輛機車頭，並在1993年1月實行測試運轉。第一次自力運轉是行駛於斯特拉斯堡和米盧斯間。在1993年6月轉交英國試走直流第三軌區間，同年6月20日達到目標。
另外獨立製造了一輛編號為3999的機車頭，平時放在倫敦的聖殿磨坊車輛基地，作為其他機車頭故障或損毀時的備用機車。試過替另一輛要整修的機車兩年，直到雷藍蒂車輛基地將問題機車整修完成。

## 整備
當峽隧專線的二期路線完工於2007年11月14日後，在倫敦西部的北極國際車輛基地被閒置，英國方面所有整備已搬到倫敦東部斯特拉特福國際車站附近的聖殿磨坊車輛基地，與備用中的『倫敦以北編組』及預備機車頭在一起。法國方面的整備是在巴黎北部的雷藍蒂車輛基地進行。比利時方面是在布魯塞爾的森林車輛基地進行。
歐洲之星線上的27列車於2004年到2005年間更新，改成由法国设计师菲利普·斯塔克新設計的內裝，二等車變更為灰色茶色配色，一等車變更為灰色橘色配色，取代原有的灰色黃色配色。

### 延壽
歐洲之星在2008年宣佈，373型的延壽計畫已經展開。將會把28組歐洲之星車隊翻新，其中不包含法國國鐵擁有的373/2編組及373/3倫敦以北編組。義大利商賓尼法瑞納負責為這次翻新設計新內裝；第一批翻新的歐洲之星列車將會暫停服務至2012年。歐洲之星希望整個計畫會在2014年之前完成，這樣可以讓車隊至少繼續服務到2020年。

## 營運

### 歐洲之星
大部分的列車行駛於倫敦聖潘革勒斯站到巴黎北站和布魯塞爾南站，及當日往返倫敦及巴黎迪士尼之間的服務。每年的特別時期另有往亞維農（夏季）的經典路線或是往Bourg-Saint-Maurice（冬季）的滑雪列車服務。
列車在高速專線以時速300公里（186英里）、在峽隧以時速160公里（100英里）運行。峽隧內的速度受到空氣阻力的限制，低速時的熱量消散要與其他的鐵路服務一致。

### 大東北鐵路
2001年，大東北鐵路租下了『倫敦以北編組』中的其中五列用來加強由倫敦國王十字站出發的列車服務。當時那些列車用於行駛倫敦至約克及後來的里茲之間的白玫瑰號服務。那些列車除下了歐洲之星標誌，其中兩列留下了近乎全白的車身塗裝，其後另外三列換上大東北鐵路式深藍色聚氯乙烯車身包裝。租約在2005年底到期後，隨即交還歐洲之星。由於歐洲之星列車上的集電弓是調校為高速專線上拉得較緊的架空電纜上使用，而東海岸幹線的高架電纜拉力不高，因此那些列車只能在以時速110英里（177公里）運行，以免影響沿線架空電纜。

### 法國國鐵
3列『三國首都編組』是由法國國鐵營運，行駛於法國境內的TGV路線，主要服務於巴黎和和里昂間，並且使用TGV的銀藍標準色。在2007年時，租用了7列『倫敦之北編組』的其中6列來擴充車隊。『倫敦之北編組』本來是打算用來提供區域歐洲之星的直達車服務，行駛歐陸至英國倫敦以北地區之間，經由西海岸幹線及東海岸幹線，但因為行駛時間過長及價格拼不過航空公司而作罷。

## 編成諸元
每輛動力車有一個3字頭的四位數編號（3xxx），表示這列車是Mark 3型的TGV（Mark 2是TGV Atlantique、Mark 1是原生Paris-Sud-Est列車組）第2碼是代表列車的登記地。
- 30xx 英格蘭
- 31xx 比利時
- 32xx 法蘭西
- 33xx 其他地方的歐洲之星

每半列列車為一組，擁有個別的編號。
| 形式    | 製造組數 | 車號      | 每組車數 | 類型           | 營運     | 保有     | 列車編號            | 運行區間                                                                  |
| ------- | -------- | --------- | -------- | -------------- | -------- | -------- | ------------------- | ------------------------------------------------------------------------- |
| 373/0型 | 22       | 3001~3022 | 10       | 英國鐵路編組   | 歐洲之星 | 歐洲之星 | 3001~3022           | 倫敦─巴黎、 倫敦─布魯塞爾、 倫敦─迪士尼樂園、 倫敦─亞維農、 倫敦─阿爾卑斯 |
| 373/1型 | 8        | 3101~3108 | 10       | 比利時國鐵編組 | 歐洲之星 | 歐洲之星 | 3101~3108           | 倫敦─巴黎、 倫敦─布魯塞爾、 倫敦─迪士尼樂園、 倫敦─亞維農、 倫敦─阿爾卑斯 |
| 373/2型 | 32       | 3201~3232 | 10       | 法國國鐵編組   | 歐洲之星 | 歐洲之星 | 3201/02/05~24/29~32 | 倫敦─巴黎、 倫敦─布魯塞爾、 倫敦─迪士尼樂園、 倫敦─亞維農、 倫敦─阿爾卑斯 |
| 373/2型 | 32       | 3201~3232 | 10       | 法國國鐵編組   | 法國國鐵 | 法國國鐵 | 3203/04/25/26/27/28 | 法國境內                                                                  |
| 373/3型 | 14       | 3301~3314 | 8        | 倫敦以北編組   | 法國國鐵 | 歐洲之星 | 3301~07/09~14       | 法國境內                                                                  |
| 373/3型 | 14       | 3301~3314 | 8        | 倫敦以北編組   | 歐洲之星 | 歐洲之星 | 3308                | 庫存於聖殿磨坊車輛基地                                                    |
| 預備    | 1        | 3999      | 1        | 備用機車頭1輛  | 歐洲之星 | 歐洲之星 | 3999                | 庫存於聖殿磨坊車輛基地                                                    |

## 性能

### 額定載客數
- 『三國首都編組』766名（頭等艙206名、二等艙560名）
- 『倫敦以北編組』558名（頭等艙114名、二等艙444名）

### 用電方式
- 交流 25kV 50Hz（法國高速鐵路、英法海峽隧道以及英國境內的高架電纜電化區間）
- 直流 3kV（比利時境內的傳統路線）
- 直流 750V（英國境內的第三軌電化區間）
- 直流 1.5kV（巴黎以南的法國國鐵傳統路線區間，僅373/2型法國國鐵編組對應）

2007年，峽隧專線二期區間聖潘可拉斯車站及新的聖殿磨坊車輛基地開始營業，直接以高速專線連結了英倫海峽隧道、西海岸幹線及東海岸幹線。因為不用再經過英格蘭南部的第三軌區間，第三軌集電裝置已不再需要，可能會拆除。

### 技術規格
- 編組長度：394公尺 （1,293呎）
- 車體寬度：2.81公尺 （9.2呎）
- 空車重量：752公噸（三国首都编组）
- 重車重量：816公噸（三国首都编组）
- 營業極速：每小時300公里 （每小時186英里）
- 架空線 交流 25kV: 12,000 kW
- 架空線 直流 3kV: 5,700 kW
- 第三軌 直流 750V: 3,400 kW
- 動力轉向架   6
- 無動力轉向架  18
- 车辆长度：18.7米（中间车）[8]、22.15米（两端头车）、21.84米（中间动力车）

### 信號系統
因為列車運行時跨越許多地區，所以必需對應這些地方的信號系統。
- AWS 英吉利地區的自動列車停止裝置
- TPWS 避免列车由于冒进信号原因产生事故的安全系统。
- TVM 法國及比利時的高速新線LGV、HSL使用的自動列車控制裝置
- KVB　對應法國色燈信號的自動列車停止裝置
- MEMOR　比利時的保安系統

### 紀錄
- 2003年7月30日，歐洲之星3313/14編組在峽隧裡跑出英格蘭地區鐵路的最高速334.7km/h，打破了之前由"Advanced Passenger Train"於1979年12月20日的259.5km/h紀錄。

- 2006年5月16日創造最長距離不停站的記錄。3209/10編組於倫敦─坎城間1,421km跑了7小時25分，車上有主演達文西密碼的湯姆·漢克斯和奧黛莉·朵杜及監督朗·霍华德搭乗歐洲之星"The Da Vinci Code prior to its jourey to the film premiere at the Cannes Film Festival"列車前往康城電影節。

- 2007年9月4日到11月間，由聖潘克拉斯車站駛入峽隧的新區間的歐洲之星編組打破倫敦─巴黎間的最快紀錄。上午9點44分（BST）由巴黎出發的最早的列車，經過新線區間（1號高速鐵路）於2小時3分39秒後抵達聖潘克拉斯車站。在法國境內有325km/h，英國境內有314km/h的最高速紀錄[9]。

## 外部連結
- Class 373, Kent Rail Homepage